# Mount Alexandra, Queensland
Mount Alexandra är ett berg i Australien. Det ligger i regionen Cairns och delstaten Queensland, omkring 1 500 kilometer nordväst om delstatshuvudstaden Brisbane. Toppen på Mount Alexandra är 470 meter över havet, eller 267 meter över den omgivande terrängen. Bredden vid basen är 4,2 km.
Trakten är glest befolkad. Genomsnittlig årsnederbörd är 1 893 millimeter. Den regnigaste månaden är mars, med i genomsnitt 483 mm nederbörd, och den torraste är september, med 13 mm nederbörd.